# Kościół św. Jana Nepomucena w Opolu-Sławicach
Kościół św. Jana Nepomucena – rzymskokatolicki kościół parafialny położony przy ulicy Opolskiej 32 w Opolu-Sławicach. Świątynia należy do parafii św. Jana Nepomucena w Opolu-Sławicach w dekanacie Opole-Szczepanowice, diecezji opolskiej.

## Historia kościoła
Z inicjatywy księdza prałata Józefa Kubisa, kościół w Sławicach został wybudowany w 1931 roku. 13 września tego samego roku został konsekrowany przez metropolitę wrocławskiego kardynała Adolfa Bertrama.
Początkowo posługę duszpasterską sprawowali księża z kolegiaty św. Krzyża w Opolu. W 1937 roku, w momencie powstania parafii św. Michała w Opolu-Półwsi, kościół w Sławicach stał się kościołem filialnym.
Po zakończeniu II wojny światowej, świątynia została zdewastowana przez nacierające wojska sowieckie. Do dziś widoczne są ślady walk na drzwiach wejściowych i starym tabernakulum.
1 stycznia 1985 roku, ordynariusz opolski arcybiskup Alfons Nossol, erygował nową parafię w Sławicach.

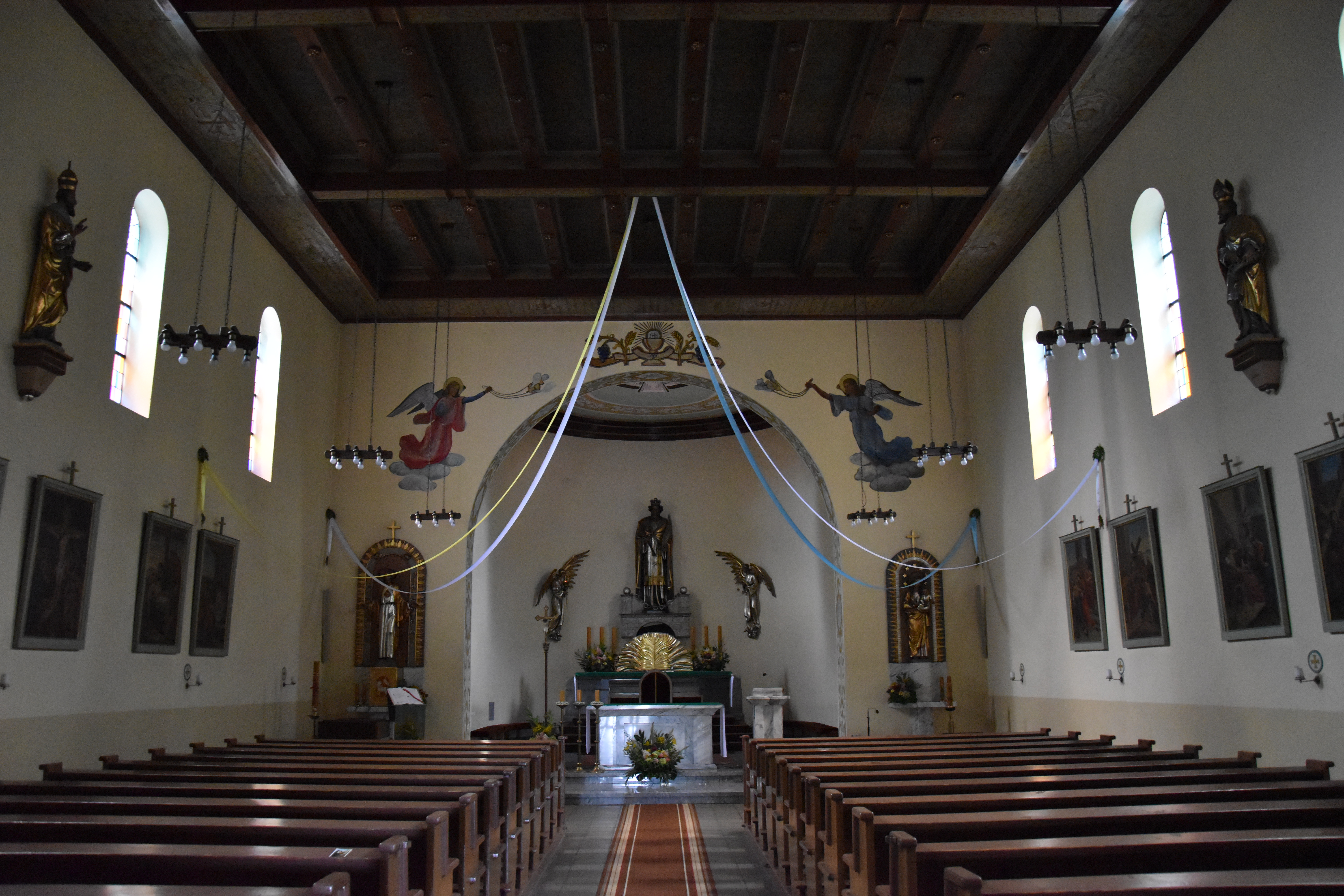
Wnętrze kościoła

## Architektura i wnętrze kościoła
W 1996 roku zamontowano witraże, które zostały wykonane przez Mariana Zubera z Głogówka. W 2000 roku, według projektu mgr inż. Zdzisława Budzińskiego, zostało odnowione i zaadaptowane prezbiterium wraz z ołtarzem głównym. Znajdującą się w prezbiterium figurę św. Nepomucena, wykonano w pracowni Masorza z Rybnika, natomiast organy kościelne, pochodzą z 1933 roku i zostały sprowadzone z parafii NPN Maryi Panny w Chrząstowicach.